# Prothema plagifera
Prothema plagifera là một loài bọ cánh cứng trong họ Cerambycidae.